# نيكولو دي تشيزاري
نيكولو دي تشيزاري (بالإيطالية: Nicolò De Cesare)‏ هو لاعب كرة قدم إيطالي في مركز الوسط، ولد في 31 يناير 1990 في أسكولي بيتشينو في إيطاليا. لعب مع إنتر ميلان ونادي شومن للمحترفين 2010 ونادي مونزا.

## وصلات خارجية
- نيكولو دي تشيزاري على موقع قاعدة بيانات كرة القدم.إي يو (الإنجليزية)